# Субъективная реальность
Субъекти́вная реа́льность — в философии диалектического материализма: реальность идеального, то есть содержания мыслительных процессов. Понятие субъективной реальности выражает специфическое и неотъемлемое качество сознания. Представление о субъективной реальности возникло на основе определения материи как объективной реальности. Если есть объективная реальность, то логичным ходом стало предположение существования субъективной реальности. Однако в советской философии возник ряд проблем, связанных с существованием субъективной реальности. Так, например, дискуссионным стал вопрос о существовании подобной реальности у животных, внутри кибернетических систем, а также структура субъективной реальности.